# Центризм

Двоосьова діаграма політичного спектру з економічною, соціокультурною та ідеологічною віссю з репрезентативними кольорами

У політиці центри́зм — кругозір або конкретна позиція, яка передбачає прийняття чи підтримку рівноваги ступеня егалітаризму та соціальної ієрархії, при цьому протиставляючи політичні зміни, які спричинили б за собою суттєвий зсув суспільства ліворуч та праворуч.
Лівоцентристська і правоцентристська політика передбачають загальну асоціацію з центризмом, яка поєднується з дещо нахилом до відповідних сторін спектру. Різні політичні ідеології, зокрема християнська демократія, можна віднести до центристських.

## Дивись також
- Блеризм
- Лівоцентризм
- Правоцентризм
- Комунітаризм
- Дістрібутізм
- Золота середина
- Незалежний політик
- Праві та ліві в політиці
- Радикалцентризм
- Синкретична політика
- Третій шлях

## Подальше читання
- Тарік Алі (2015). The Extreme Centre: A Warning. Verso Books.
- Brown, David S. (2016). Moderates: The Vital Center of American Politics, from the Founding to Today. Chapel Hill: University of North Carolina Press.
- Chase Sr., Richard G. (2019). We of Mind and Reason - A Treatise for the Constitutional Patriots of America. The Fourth Branch